# Los amantes de Lola (álbum)
Los Amantes de Lola es el álbum debut homónimo de la banda mexicana de rock en español Los Amantes de Lola y fue lanzado al mercado por BMG Ariola en 1990 en formatos de disco de vinilo, casete y disco compacto.

## Lista de canciones
| Lado A |                     |                                    |          |  |
| N.º    | Título              | Escritor(es)                       | Duración |  |
| 1.     | «Mamá»              | Kazz                               | 3:40     |  |
| 2.     | «La flor de Bagdad» | Kazz                               | 4:11     |  |
| 3.     | «Don Juan»          | Kazz / Fernando Díaz Corona / Tutú | 3:11     |  |
| 4.     | «A solas»           | Kazz, Fernando Díaz Corona         | 4:35     |  |
| 5.     | «Chica»             | Kazz                               | 5:11     |  |

| Lado B |                 |                                                         |          |  |
| N.º    | Título          | Escritor(es)                                            | Duración |  |
| 6.     | «Solo»          | Kazz / Fernando Díaz Corona                             | 3:45     |  |
| 7.     | «María Rosario» | Kazz / Fernando Díaz Corona / Tutú / José Antonio Maafs | 4:52     |  |
| 8.     | «Los novios»    | Kazz / Fernando Díaz Corona                             | 4:25     |  |
| 9.     | «Natalia»       | Kazz                                                    | 4:49     |  |
| 10.    | «La doña»       | Fernando Díaz Corona / Tutú                             | 4:23     |  |

## Créditos

### Los Amantes de Lola
- Kazz — voz.
- Gasú — guitarra.
- Fernando Díaz Corona — bajo.
- Miguel Ska — batería.
- Boris — teclados.

### Músicos adicionales
- Pablo Novoa — guitarra acústica.
- Alejandro Giacoman — teclados.
- Armando Espinoza — percusiones.

### Personal de producción
- Óscar López — productor.
- Alejandro Giacoman — programación.
- Pablo Novoa — programación de batería.